# Mendidaphodius angustatus
Mendidaphodius angustatus är en skalbaggsart som beskrevs av Johann Christoph Friedrich Klug 1845. Mendidaphodius angustatus ingår i släktet Mendidaphodius och familjen Aphodiidae. Inga underarter finns listade i Catalogue of Life.